# Ilyactis torquata
Ilyactis torquata is een zeeanemonensoort uit de familie van de Andvakiidae. De wetenschappelijke naam van de soort is voor het eerst geldig gepubliceerd in 1881 door Andrès.